# Taurus (pohoří)
Taurus (turecky Toros) je pohoří v jižním a východním Turecku. Začíná na západě u jezera Eğirdir, severně od Antalye, a táhne se nejprve podél pobřeží Středozemního moře, kde je hřeben severně od Tarsu přerušen ve starověku významným průsmykem, takzvanou Kilikijskou branou, dále severovýchodním směrem až k pramenům Eufratu a Tigridu, k jezeru Van a hranicím Arménie. Podle pohoří je pojmenována hornatá oblast Montes Taurus na přivrácené straně Měsíce.
V převážně vápencovém pohoří jsou rozsáhlé krasové oblasti s ponornými řekami, vodopády a s největší soustavou jeskyní v Asii. Nejvyšší vrcholky jsou Uludoruk (4135 m) a Cilo (4116 m) v extrémní jihovýchodní části pohoří, kde navazuje na pohoří Zagros, a dále také Demirkazik (3756 m) a Medetsiz (3524 m) v severovýchodní části pohoří. U Kestelu je archeologické naleziště z doby bronzové, kdy se zde těžil cín. Davras blízko Egirdiru je středisko zimních sportů.

## Odkazy

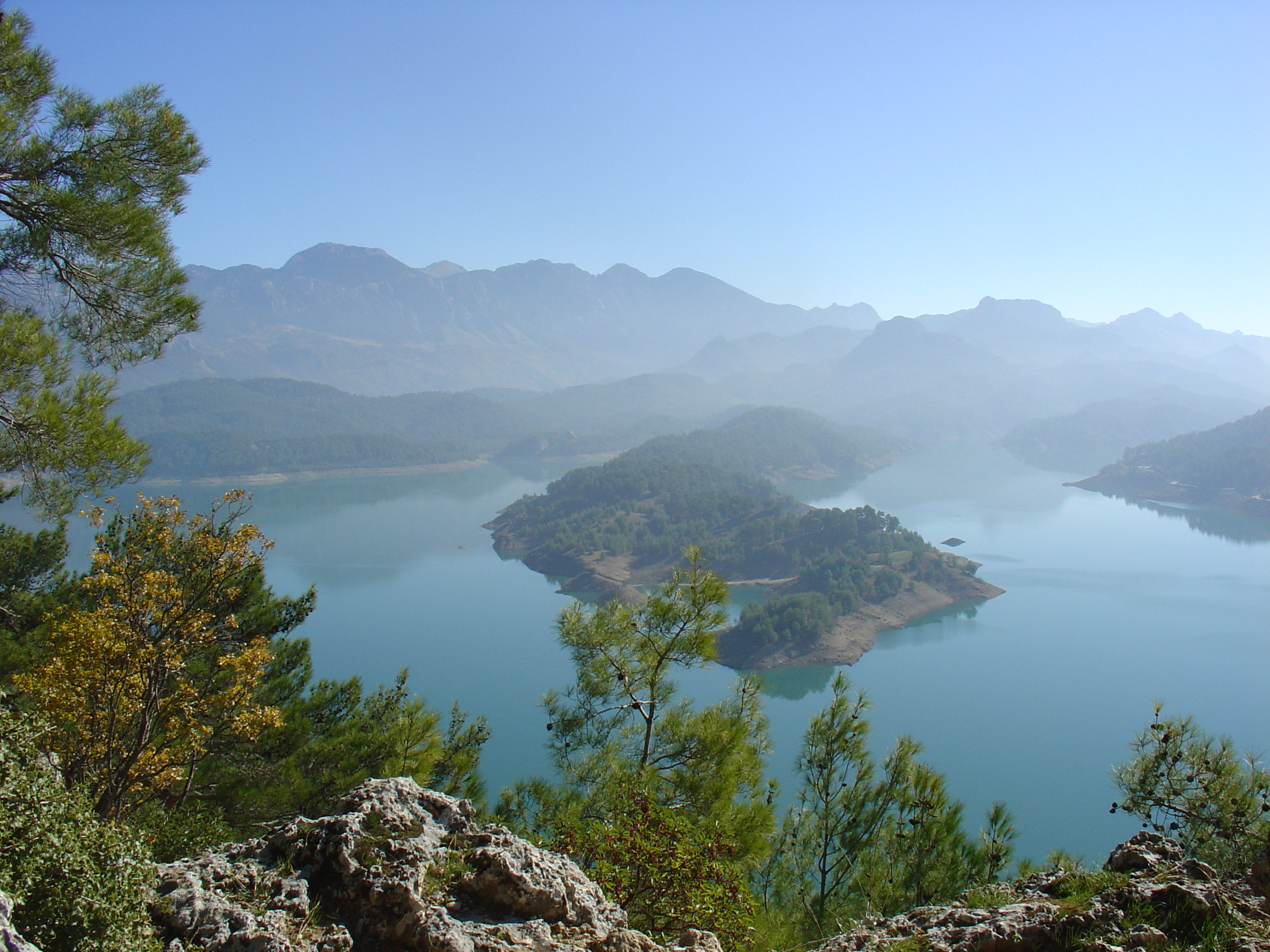
Přehradní nádrž Karacaören (severně od Antalye)